# Sullivan County (Missouri)
Sullivan County is een county in de Amerikaanse staat Missouri.
De county heeft een landoppervlakte van 1.686 km² en telt 7.219 inwoners (volkstelling 2000). De hoofdplaats is Milan.

## Bevolkingsontwikkeling

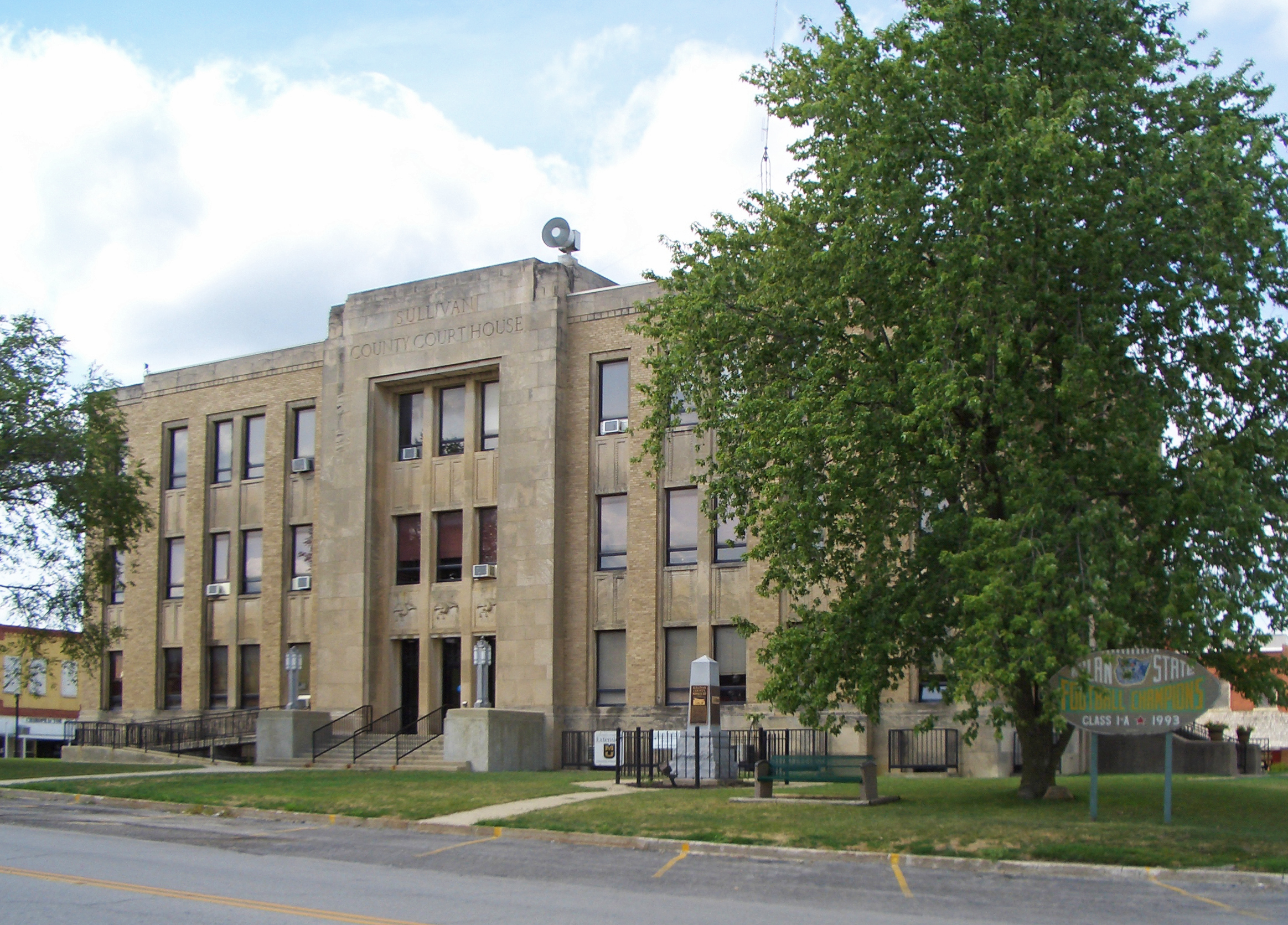
Sillivan County Courthouse